# Mystus nigriceps
Mystus nigriceps és una espècie de peix de la família dels bàgrids i de l'ordre dels siluriformes que es troba a Malàisia, Singapur i Indonèsia (Sumatra, Java i Borneo).
Els mascles poden assolir els 19,8 cm de longitud total.